# うお座イータ星
うお座η星（うおざイータせい、η Psc / η Piscium）は、太陽系から見てうお座の方向約370光年の距離に位置する連星系で4等星。うお座の恒星の中で最も明るく見える。

## 物理的特徴
4等の主星Aと8等より暗い伴星Bの2つの星からなる連星系で、A星とB星は太陽系から約1秒離れて見える。合計の光度は、太陽の316倍で、表面温度は4,930K（ケルビン）である。半径は太陽の26倍、質量は3.5から4倍である。

## 名称
固有名はアルフェルグ (Alpherg)。20世紀前半に活躍したイギリスの占星家ビビアン・ロブソンは著書 The Fixed Stars And Constellations In Astrology の中で、うお座η星をAl Phergという名称で紹介し、「テューポーンの頭」に関連したものであるとした。2018年6月1日に国際天文学連合の恒星の命名に関するワーキンググループ (Working Group on Star Names, WGSN) は、Alpherg をうお座η星Aの固有名として正式に承認した。
アメリカのアマチュア博物学者リチャード・ヒンクリー・アレンは著書 Star Names: Their Lore and Meaning の中で、「バビロニアで「魚のひも」を意味するKullat Nūnuという星座であった」とする19世紀ドイツの天文学者ヨゼフ・エッピングの説を紹介し、これが正しければギリシャのうお座の起源であることを示すものであろうとしている。